# Deutsche Postgeschichte 1919–1945

Logo der Deutschen Reichspost um 1925

Die Deutsche Postgeschichte 1919–1945 umfasst die Zeit der Weimarer Republik und des Nationalsozialismus.

## Geschichte
Die Weimarer Verfassung vom 11. August 1919 schuf die Rechtsgrundlage für die Einheit des deutschen Post- und Telegraphenwesens. In der Ausführung wurden die bisher selbständigen Post- und Telegraphenverwaltungen Bayerns und Württembergs durch Staatsverträge, die das Reich mit diesen Ländern schloss, zum 1. April 1920 an das Reich übergeführt.
Das Gesetz über Postgebühren vom 8. September 1919, das die Nachkriegszeit einleitete, gestaltete die Gebühren zeitgemäß um und wurde, infolge des fortschreitenden Währungsverfalls, zum Ausgangspunkt einer fast unübersehbaren Reihe beträchtlicher Gebührenerhöhungen.
Von den kurzfristig aufeinanderfolgenden Gesetzen verdienen, vom gebührenrechtlichen Standpunkt aus, erstens das Gesetz vom 29. April 1920 besondere Beachtung, weil es durch Aufhebung der Bestimmungen im § 50 Nr. 6 und 7 des Postgesetzes die Zuständigkeit der förmlichen Gesetzgebung erheblich erweitert. Zweitens gilt dies für das Gesetz vom 19. Dezember 1921, weil es den Reichspostminister (RPM) ermächtigt, die Gebührensätze fortan mit Zustimmung des Reichsrats und eines aus 21 Mitgliedern bestehenden Reichstagsausschusses im Verordnungsweg zu ändern.
In der Zeit der schnellen Geldentwertung (Hyperinflation) lag der Gedanke nahe, die Reichspost, die beträchtliche Zuschüsse aus der Reichskasse erforderte, auf eigene Füße zu stellen. Die Reichskasse befand sich durch die Reparationsverpflichtungen und durch die Folgen der Inflation schon in sehr desolatem Zustand. Die Reichspost, wie die Reichsbahn, musste bereits im November 1923 aus der unmittelbaren Verbindung mit dem allgemeinen Reichshaushalt gelöst werden und wurde damit finanziell völlig eigenständig. Aus diesem Zustand hat das Reichspostfinanzgesetz vom 18. März 1924 (RGBl. I, 1924, S. 287) die rechtlichen Folgen gezogen. An dem Status der Deutschen Reichspost als einer unmittelbaren Reichsverwaltung hat dieses Gesetz aber nichts geändert.

### Postverkehr
Die Einrichtungen der Post wiesen nach dem Krieg viele Lücken auf und waren in Teilen heruntergewirtschaftet. Auch die, für den Posttransport sehr wichtigen, Eisenbahnen hatten ähnlich Probleme; in der Anfangszeit führte die Bahn nur etwa drei Fünftel ihres Vorkriegsbetriebs aus. Das Postkurswesen abseits der Bahn lag völlig danieder, wurde aber von der Post gezielt gefördert und erweitert. Die örtlichen Einrichtungen für den Postannahme-, Ausgabe- und Zustelldienst waren eingeschränkt und wurden in den Jahren der Geldentwertung aus Sparsamkeitsgründen noch weiter verringert. Alle Zweige der Brief-, Paket- und Zeitungspost wiesen damit einen beträchtlichen Rückgang auf.
Am wenigsten Post wurde in den Jahren 1922 und 1923 befördert, als auch die Ruhrbesetzung die Wirtschaft ungünstig beeinflusste. Allerdings wurde diese schwierige Zeit auch zur Einrichtung von Postversuchsabteilungen genutzt. In Folge wurden viele Geräte genormt, Förderanlagen neu konzipiert, der Bau von Kraftfahrzeugen für den Postdienst mitgestaltet, leistungsfähige Briefstempelmaschinen gebaut und die Herstellung brauchbarer Freistempel-Maschinen erreicht. Als neue Verkehrsgattung wurde 1920 das Päckchen im allgemeinen Verkehr eingeführt.

### Postscheckverkehr
Das Bankwesen der Deutschen Reichspost umfasste den Postanweisungs-, Nachnahme-, Postauftrags- und als jüngsten Zweig den Postscheckverkehr. Dieser seit 1909 bestehenden Träger des bargeldlosen Zahlungsausgleichs hat die anderen Zweige an Umfang und wirtschaftlicher Bedeutung weit überflügelt.
In den ersten Jahren nach dem Krieg wurde die Entwicklung durch die Inflation günstig beeinflusst, so dass die Zahl der Postscheckkunden, die im Jahre 1919 bereits 437.667 betragen hat, bis 1922 auf 913.789 anstieg. Die Entwicklung wurde durch die noch rascher fortschreitende Geldentwertung verlangsamt, immerhin erhöhte sich die Kundenzahl bis November 1923 noch auf 999.196.

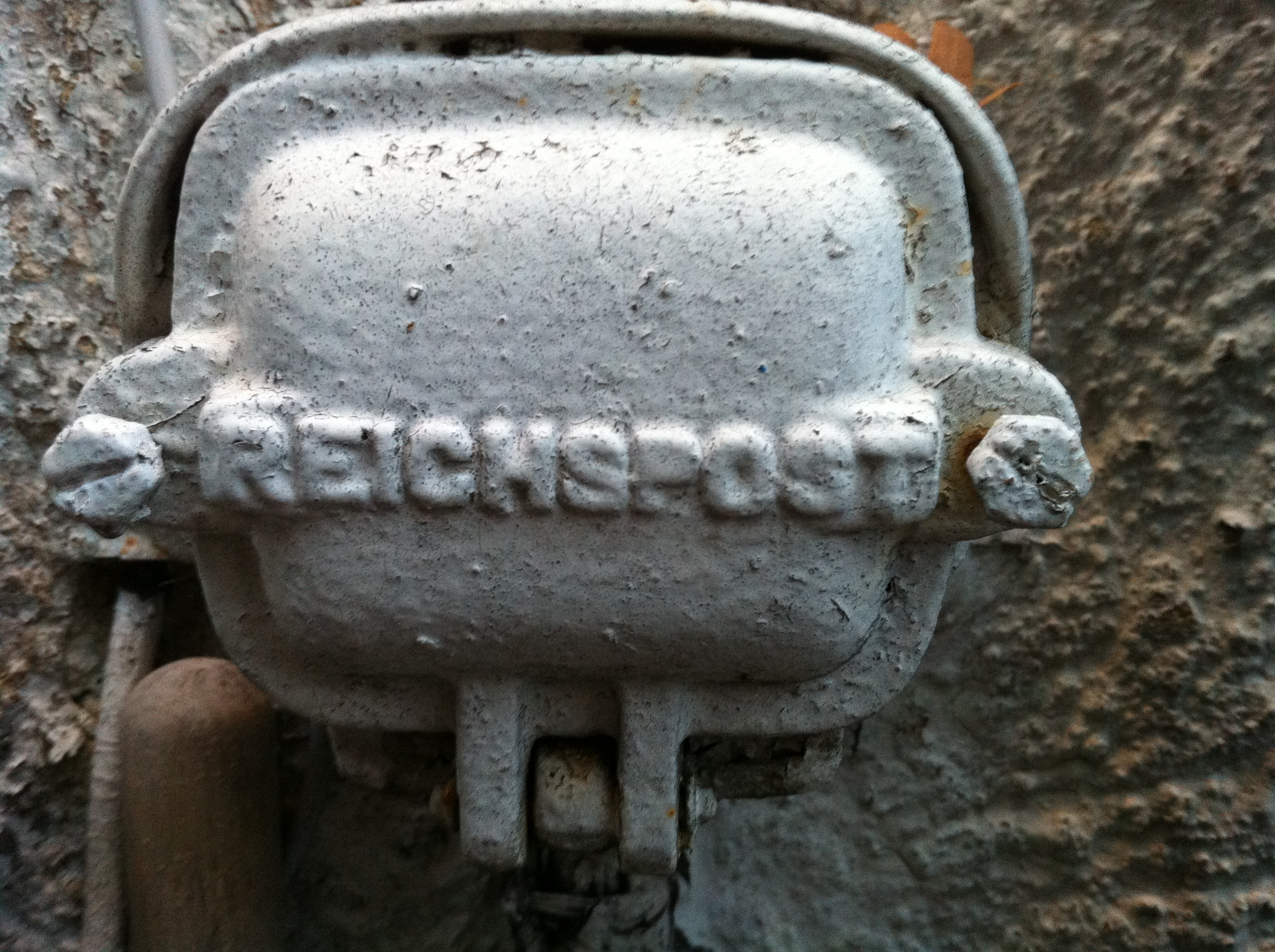
Verteiler in Betrieb (2018)

### Telegraphen-, Fernsprech- und Funkwesen
Die Fernmeldetechnik hatte in diesen Jahren große Fortschritte gemacht, die nach und nach eine völlige Umschichtung des Nachrichtenverkehrs herbeiführten. Der Telegraph wurde erst auf nahe, dann auf immer größer werdende Entfernungen vom offiziell „Fernsprecher“ genannten Telefon verdrängt, nachdem sich die Reichweite des Telefons schrittweise ausgedehnt hatte. In dieser Zeit wurde erkannt und beim Ausbau berücksichtigt, dass die Leitungsführung unter der Erde günstiger ist als die oberirdische. In den Jahren 1920 bis 1922 entstand das sogenannte Rheinlandkabel von Berlin über Hannover an den Rhein und je ein Kabel von Hannover nach Hamburg und Bremen sowie von Berlin nach Leipzig.
Aus dem Kriegsnachrichtendienst heraus entstand der Funkverkehr, der auf große Entfernungen eine unentbehrliche Ergänzung des Drahttelegraphen bildete und schließlich zum Weltfernsprechdienst führte.

### Verkehr mit dem Ausland
Für die weltwirtschaftlichen Beziehungen Deutschlands ist ein gut eingerichtetes zuverlässiges Verkehrsnetz die wichtigste Grundlage. Der Weltkrieg hatte nahezu alle Verbindungen zwischen Deutschland und dem Ausland zerschnitten. Durch den Vertrag von Versailles verlor Deutschland die Seekabel nach überseeischen Ländern, seine Kolonien und einen großen Teil der Handelsschiffe, die vor dem Krieg die Hauptgrundlage der internationalen Verkehrsverbindungen gebildet hatten. Zwar konnte der Krieg den Bestand des Weltpostvereins und des Welttelegraphenvereins nicht ernstlich erschüttern; der Wiederaufnahme geregelter Verkehrsbeziehungen mit dem Ausland, besonders zu den früheren Feindstaaten, standen aber nach dem Krieg starke Hemmungen entgegen. Das Post- und Telegraphenwesen war die erste öffentliche Einrichtung, die geregelte Beziehungen mit dem Ausland erreichen konnte. Schon 1920 trat der Weltpostkongress zu Madrid unter Beteiligung Deutschlands zusammen.
Neue Wege für den internationalen Verkehrsaustausch bot die Luftpost, die, 1919 bescheiden begonnen, im ständigen Aufwind lag. Große Schwierigkeiten gab es bei der Einrichtung des zwischenstaatlichen Paketdienstes, eine Überwachung des Außenhandels war noch unerlässlich.

Posthausschild der Reichspost 1923

Postgebühren zwischen 1919 und 1921

Wichtig blieb für Deutschland die Beziehung zur Schweizer Post. Diese vermittelte auf Anfrage Deutschlands die Kriegsgefangenenpost. Da die Schweiz neutral blieb, konnten die bestehenden Beziehungen weitergeführt werden. Durch das Transitamt Basel 17 bestand eine sehr enge Beziehung der Deutschen Reichspost zu der Schweizer Post.

## Änderungen 1917–1921
Die Postordnung zum 1. Oktober 1917 brachte nur unbedeutende Änderungen mit sich. Zum 1. Oktober 1918 wurden die außerordentlichen Reichsabgaben erhöht.
Zum 1. Oktober 1919 wurden im Gesetz die Tarife neu gestaltet. Noch immer finden die Bestimmungen auf den inneren Verkehr in Bayern und Württemberg keine Anwendung. Die wichtigsten Änderungen waren:
- Es fallen die Reichsabgaben weg,
- für nicht oder unzureichend freigemachte Briefe und Postkarten wurde allgemein das Doppelte des Fehlbetrags, für gebührenpflichtige Dienstbriefe- und Dienstpostkarten der einfache Fehlbetrag nacherhoben. Der Betrag wurde, auch für gebührenpflichtige Dienstsendungen, auf eine durch 5 teilbare Pfennigsumme aufgerundet,
- Drucksachen und Pakete mit Zeitungen, Zeitschriften oder Nachrichten genossen keine Gebührenermäßigung mehr,
- die Gewichtsstufe bis 100 g bei Warenproben war weggefallen,
- der Höchstbetrag der Postaufträge zur Geldeinziehung, der Postnachnahme und der Postanweisung war von 800 auf 1000 RM festgesetzt,
- Freimachungszwang bestand für Briefe mit Wertangabe und Pakete jeder Art [ist neu eingeführt], er erstreckt sich auch auf Sendungen von Behörden,
- das Höchstgewicht für Pakete war auf 20 kg herabgesetzt (vorher 50 kg),
- jedem Paket musste eine Paketkarte beigegeben werden,
- die Paketgebühr für sperriges Gut wurde nach oben abgerundet,
- das Bestellgeld, ausgenommen für Eilsendungen und Zeitungen, fiel weg.

Neu eingeführt wurden unter anderem:
- Gebühr für die Rücksendung der Zustellungsurkunde im Ortsverkehr,
- Behandlungsgebühr für Postvollmachten,
- Gebühr für umfangreiche Nachforschungen in Höhe der Selbstkosten,
- Ausfertigung für Doppel zu Einlieferungsscheinen und Postanweisungen, bei den Paketgebühren wurde nur noch zwischen einer Nahzone bis 75 km und einer Fernzone unterschieden.

Postgebühren, Teil 2

Zum 1. Januar 1920 wurde, durch Änderung der Postordnung, das Päckchen bis 1 kg eingeführt. Einschreiben, Wertangabe, Nachnahme, das Verlangen eines Rückscheins und der Vermerk „Postlagernd“ waren bei Päckchen unzulässig; Eilbestellung (Gebühr wie für Briefsendungen) war zugelassen; Päckchen galten als Briefsendungen. Ab dem 6. Mai 1920 waren Päckchen auch in die Freie Stadt Danzig, ins Memelgebiet, nach Westpolen, ins Ausland und ins Saargebiet zulässig.
Zuletzt wurde mit dem Gesetz über Postgebühren, gültig zum 1. April 1920, für unzureichend freigemachte, gebührenpflichtige Dienstpostkarten und Dienstbriefe nur der einfache Fehlbetrag und ein Zuschlag von 10 Pf. nacherhoben. Mit der Änderung der Postordnung zum gleichen Zeitpunkt wurde eine Paketlagergebühr für jedes Paket, das ohne Verschulden der Post lagert, neu eingeführt. Eine Änderung der Postordnung vom 1. Oktober 1920 erhöht den Höchstbetrag für Nachnahmen von 1.000 auf 5.000 RM (ab 1. Mai 1921 wieder 1.000 RM).

## Änderungen von 1921 bis 1929
Am 21. März 1919 war aus dem Reichs-Postamt das Reichspostministerium geworden. Am 1. April 1920 gingen das Postwesen von Bayern und Württemberg auf das Reich über. In München wurde eine besondere Abteilung des Reichspostministeriums eingerichtet. Oberpostdirektionen gab es in Bayern in Augsburg, Landshut, München, Nürnberg, Regensburg, Speyer und Würzburg, in Württemberg in Stuttgart. Die erste gesamtdeutsche Postordnung vom 22. Dezember 1921 löste die Postordnung für das Deutsche Reich vom 28. Juli 1917, die Postordnung für Bayern vom 24. März 1917 und die Postordnung für Württemberg vom 12. September 1917 ab. Alle drei verloren am 31. Dezember 1921 ihre Gültigkeit.

### Vom 1. Januar 1922 bis 1. April 1923

Gebühren vom 1. Januar 1922 bis 1. April 1923

Es ergaben sich eine Menge neuer Bestimmungen:
- Freigemachte, dienstliche Aktenbriefe von Behörden über 250 bis 500 g wurden als Briefsendungen zugelassen. Sie unterlagen dem Freimachungszwang. Sie konnten mit gewöhnlichen Freimarken oder mit Dienstmarken oder (in Württemberg) mit Bezirkswertzeichen freigemacht sein. Nicht- oder unzureichend freigemachte Aktenbriefe waren zurückzugeben, anderenfalls unterlagen sie der Paketgebühr. Es war die Absenderangabe der Behörden erforderlich.
- Blindensendungen konnten auch Texte in gewöhnlichem Drucke beigefügt sein. Sie durften auch in Mischsendungen verschickt werden.
- Mischsendungen müssen in der Aufschrift den Vermerk „Mischsendungen“ enthalten.
- Bei Postanweisungen mit anhängender Karte zur Empfangsbestätigung war es dem Absender freigestellt, ob er die Karte als Postkarte oder nach der Drucksachengebühr freimachen wollte. Als Drucksachenkarte, wenn lediglich der Betrag handschriftlich oder mechanisch angegeben war.
- Die Ausfertigung eines Postkreditbriefes kann bei jedem Postscheckamt beantragt werden. Bei der Erhebung des letzten Teilbetrags eines Postkreditbriefs ist die Ausweiskarte an die Post zurückzugeben.
- Der Vermerk „Hierbei ein Vordruck zur Zustellungsurkunde“ ist in der Aufschrift der Briefe mit Zustellungsurkunde in hervortretender Weise anzugeben.
- Für das nachträgliche Verlangen der Beibringung eines Rückscheins ist die doppelte Rückscheingebühr zu entrichten.
- Die unterwegs den Postbegleitern usw. übergebenen Briefsendungen werden als bei der nächstliegenden Postanstalt eingeliefert behandelt.
- Die Post kann auch die Einlieferung gewöhnlicher Briefsendungen, ohne Nachnahme (mit Ausnahme der Päckchen) durch Straßenbahnbriefkästen gegen Entrichtung einer Nebengebühr zulassen.
- Für die Bewohner von Einzelanwesen, deren Wohnstätten nicht in die Landbestellgänge einbezogen worden sind, kann die Post im Falle der Beförderung verschlossene Taschen eine ermäßigte Gebühr festsetzt.
- Im Falle der Nach- und Rücksendung von Einschreibpaketen, Wertpaketen und Wertbriefen ist auch die Einschreibgebühr neu anzusetzen.
- Die Bedingungen für die Luftpostbeförderung werden durch besondere Anordnungen der Post festgesetzt.

Soweit die Änderungen, wie sie in der neuen Postordnung bestimmt worden sind. Die erste Änderung kam bereits am 1. Juli 1922:
- Es wurden die Gebühr für Briefe bis 20 g im Ortsverkehr herabgesetzt, gleichzeitig eine neue Gewichtsstufe für Briefe über 20 bis 100 g eingeführt.
- Drucksachenkarten fielen als Sendungsart weg, nun unterlagen die Karten der Gebühr für Drucksachen bis 20 g (25 g). Bei Drucksachen war eine Vorstufe für Sendungen bis 20 g gebildet.
- Die bisherige Gewichtsstufe für Pakete über 50 bis 10 kg ist geteilt in 2 Stufen über 5 bis 7½ kg und über 7½ bis 10 kg. Am 1. Oktober 1922 wurde das Höchstgewicht der Blindenschriftsendungen von 3 auf 5 kg erhöht. Bei Drucksachen wurde am 1. März 1922 die erste Gewichtsstufe von 20 auf 25g erhöht. Die Paketgebühren wurden umgestaltet und seit dem 1. Dezember 1922 durften einzeln versandte, ungeteilte Druckbände über 1 bis 2 kg als Drucksachen aufgegeben werden. Für Pakete wurde eine neue Gewichtsgrenze mit 3 kg zum 15. Januar 1923 eingeführt.

Zum 1. März 1923 wurde

Fortsetzung

- das Höchstgewicht der Briefe auf 500 g festgesetzt sowie ein neuer Gebührensatz über 250 bis 500 g im Orts- und Fernverkehr eingeführt.
- Der dienstliche Aktenbrief von Behörden fiel als besonderer Versendegegenstand weg.
- Die Gebühr für Blindenschriftsendungen wurde von 10 Pfennig je 500 g auf 1 Mark je 1 kg erhöht.
- Die Nachgebühr für nicht- oder unzureichend freigemachte Briefsendungen war vom Doppelten auf das Eineinhalbfache des Fehlbetrages ermäßigt. Für nichtfreigemachte Dienstpostkarten und Dienstbriefe war nur der einfache Fehlbetrag zu erheben, der bisherige Zuschlag von 30 Pf. fiel weg.
- Die Berechnung der Eilbestellgebühr wurde vereinfacht.
- Einen Monat später, zum 1. April 1923 wurde bei Warenproben eine Vorstufe bis 100 g eingeführt.
- Die Paketgebühr auf 3 Entfernungsstufen (75 km, über 75 bis 375 km und über 375 km) festgesetzt.
- Das Paketbestellgeld und die Paketausgabegebühr sind aufgehoben.

### Vom 1. Juli 1923 bis 31. Dezember 1923
Im Jahre 1923 kam es zur Einführung einer neuen Klasse von Postagenturen, die sog. Postagenturen mit einfacherem Betrieb. Sie waren nur einige Zeit vor Ankunft und nach Abfahrt der Posten geöffnet, hatten aber im Allgemeinen dieselben Annahmebefugnisse wie die Postagenturen mit Vollbetrieb, später erhielten sie die Bezeichnung Poststelle II, Land. Im gleichen Jahr waren aus den selbständigen Stadtpostanstalten Zweigpostämter geworden.

Gebühren vom 1. Juli 1923 bis 1. Oktober 1923

Am 1. Juli 1923 fiel der bisherige niedrigere Gebührensatz für Ansichtskarten, für Grüße mit höchstens fünf Worten, weg. Es folgten weitere Änderungen, bei denen die Höchstsätze und Gebühren der Inflation angepasst wurden. Die bisherige Neuregelung der Gebühren war regelmäßig hinter der Entwicklung der Geldentwertung zurückgeblieben. 

Fortsetzung

Am 1. September 1923 wurde daher die Anwendung einer Schlüsselzahl für die Festsetzung der Gebühren herangezogen. Diese Schlüsselzahl war an die Personalkosten bei der Postverwaltung angelehnt. Auf Grund dieser Schlüsselzahlen konnte der Reichspostminister die Gebühren festsetzen. Zu sonstigen Änderungen, insbesondere der Grundbeträge, blieb die Zustimmung des Reichsrats vorbehalten. Der Reichspostminister musste die Gebühren auf diese Weise zehnmal neu festsetzten.
Die Geldentwertung im Deutschen Reich wurde am 15. November 1923 durch die Ablösung der Papiermark mit Einführung der Rentenmark beendet. Der amtlich festgelegte Kurs betrug 1 Billion Mark = 1 Rentenmark (und 10 Mrd. Mk = 1 Rentenpfennig). Da zu diesem Stichdatum nicht ausreichend neue Geldnoten gedruckt werden konnten und sich zudem noch sehr große Mengen Papiermark-Noten im Umlauf befanden, galt die Papiermark bis Anfang 1925 weiterhin als Notgeld.
Zu einer Verdopplung der Gebühren für Briefsendungen und Paketen sah man sich zum 1. November 1923 gezwungen. Vom 15. November 1923 an galten im Paketverkehr mit der Freien Stadt Danzig die Bestimmungen über den Auslandsverkehr.
Die Deutsche Reichspost nutzte die Zeit nach dem 15. November noch für weitere Portoerhöhungen.
| Porto für einen 20-g-Fernbrief | 10 Mio. Mk | 100 Mio. Mk | 1 Mrd. Mk | 10 Mrd. Mk | 20 Mrd. Mk | 80 Mrd. Mk | 100 Mrd. Mk | 10 Rentenpf. |
| ------------------------------ | ---------- | ----------- | --------- | ---------- | ---------- | ---------- | ----------- | ------------ |
| von                            | 20.10.23   | 01.11.23    | 05.11.23  | 12.11.23   | 20.11.23   | 26.11.23   | 01.12.23    | 01.12.23     |
| bis                            | 31.10.23   | 04.11.23    | 11.11.23  | 19.11.23   | 25.11.23   | 30.11.23   | 31.12.23    | --           |

Der Reichshaushalt zwang die Postverwaltung, die Gebühren in immer kürzeren Abständen zu erhöhen, um in ihrer Bilanz das Gleichgewicht von Einnahmen und Ausgaben wenigsten annähernd zu erhalten. Ab 1. Dezember 1923 hatte auch die Deutsche Reichspost ihre Gebührenübersichten endgültig auf Rentenmark umgestellt. Nach dem 31. Dezember 1923 verloren alle Postwertzeichen mit Papiermark-Werten ihre Gültigkeit.
Gleichzeitig wurde die Zahl der Gewichts- und Gebührenstufen bei den Briefen im Orts- und Fernverkehr von 4 auf 2 (bis 20 g und über 20 g bis 500 g) beschränkt. Bei den Drucksachen und Warenproben zog man die ersten beiden Gewichts- und Gebührenstufen zu einer zusammen, für die beiden letzten Gewichtsstufen der Drucksachen ist ein weiterer Gebührensatz eingeführt worden. Für Wertsendungen wurde die Einschreibgebühr allgemein nicht mehr erhoben. Für Blindenschriftsendungen bis zum Gewicht von 5 kg galt die Gebühr der ersten Drucksachenstufe (3 RPf.). Die Nachgebühr für nicht- oder unzureichend freigemachte Sendungen betrug, wie bisher, das Eineinhalbfache des Fehlbetrags und ist auf volle 10 Rentenpfennig aufzurunden. Einige unrentable Nebengebühren werden abgeschafft, und zwar: die Einziehungsgebühr bei Postaufträgen und Nachnahmen, die Gebühr für das wiederholte Vorzeigen von Postaufträgen und Nachnahmen, die Gebühr für die Ausfertigung bei Rückforderung oder Aufschriftänderung von Postsendungen und Zahlkarten, eine Gebühr für die Rücknahme noch nicht abgegangener Sendungen, die Behandlungsgebühr für Postvollmachten, die Zuschlaggebühr für postlagernde Sendungen oder Zahlungsanweisungen, die Gebühr für die Nachfrage nach postlagernden Sendungen außerhalb der Postschalterstunden, die Behandlungsgebühr für Abholungserklärungen, für besondere Abkommen wegen Prüfung der Empfangsberechtigung des Abholers, die Postausgabegebühr für die gewöhnliche Abholung. Weiter wurde der Ersatzbetrag für eine eingeschriebene Sendung auf das Einhundertfache des Grundbetrags der Einschreibgebühr (100 × 0,20 = 20 Rentenmark), für ein Paket ohne Wertangabe auf das Vierfache des Grundbetrags für ein 5 kg Paket der ersten Zone (4 × 0,40 = 1,60 Rentenmark) für jedes Pfund der ganzen Sendung, festgesetzt.

### Vom 1. Januar 1924 bis 1. Februar 1929
Mit dem Reichspostfinanzgesetz vom 28. März 1924 wurde die Deutsche Reichspost eine Reichsanstalt mit Sondervermögen, verbunden mit der Einrichtung eines Verwaltungsrates, dem unter anderem die Gewerkschafterin Else Kolshorn angehörte. Das Reichspostministerium besteht seit 1. April 1924 dem aus den Abteilungen I Postwesen, II Fernsprech- und Telegraphenbauwesen, III Telegraphen- und Funkwesen, IV Personalwesen, V Haushalts-, Kassen- und Postscheckwesen und VI der Abteilung München. Am 25. Juli 1924 fiel die Klassenbezeichnung der Postämter weg. Am 23. Dezember 1924 erhielt die „Reichspost- und Telegraphenverwaltung“ die Bezeichnung „Deutsche Reichspost (DRP)“.

Gebühren vom 1. Juli 1923 bis 1. Oktober 1923

Fortsetzung

Am 1. Februar 1924 wurde die Vorzeigegebühr für Nachnahmen von 20 RPf. auf 10 RPf. ermäßigt, am 15. Februar 1924 die Gebühren für Kreditbriefe wurden neu geregelt.
Die Gebühren für Drucksachen wurden am 1. Juni 1924 völlig neu gestaltet. In der ersten Gewichtsstufe, bis 50 g, unterschied man zwischen Volldrucksachen (zu 3 RPf.) und Teildrucksachen (zu 5 RPf.). Das entsprach in etwa der spätere Briefdrucksache. Bei den Paketgebühren wurde als erste Gewichtsstufe wieder das Gewicht von 5 kg eingeführt (3 kg am 15. Januar 1923 eingeführt). Die Gebühren wurden den Kosten angepasst, aufgehoben wurde die Befreiung der sperrigen dringenden Pakete vom Sperrgutzuschlag (am 19. Dezember 1921 eingeführt), künftig war für solche Pakete die sechsfache Gebühr für gewöhnliche Pakete zu erheben, und außerdem, falls verlangt, die Eilzustellgebühr. Für Wertsendungen wurde die bisher für Wertbriefe und versiegelte Wertpakete einerseits und für unversiegelte Wertpakete andererseits abgestufte Versicherungsgebühr für alle Wertsendungen einheitlich festgesetzt, daneben wurde aber eine abgestufte Behandlungsgebühr für Wertbriefe und versiegelte Wertpakete bis 100 RMark einschl. (40 RPf.), über 100 RMark (50 RPf.) und für unversiegelte Wertpakete (nur bis 100 RMark zulässig) (25 RPf.) eingeführt. Und zu guter Letzt wurde die Einschreibgebühr von 20 auf 30 RPf. erhöht, damit erhöht sich die Ersatzleistung für eine eingeschriebene Sendung, zum 1. Juni 1924 auf das Einhundertfache des Grundbetrags der Einschreibgebühr (100 × 0,30) auf 30 RMark.
Es folgten weitere kleine Änderungen. So wurden am 1. Januar 1925 die Gewichtsstufen für Briefe von 20 bis 250 g eingefügt. Es gab nun die Gewichtsstufen bis 20 g, 250 g und 500 g. Es kam zu wesentlichen Ermäßigungen im Postscheckverkehr. Die Verzollungsgebühren für Briefsendungen aus den Zollausschlüssen und dem Saargebiet sowie für Sendungen aus dem Ausland betrug gemeinsam 30 RPf. Für kurze Zeit wurde auch die telegraphische Übermittlung von eingezogenen Postauftrags- und Nachnahmebeträge zugelassen.
Am 1. April 1925 wurden versuchsweise Wurfsendungen als neue Art von Drucksachen zugelassen. Als Gebühr wurde ⅔ der tarifmäßigen Drucksachengebühr, aufgerundet auf volle 10 RPf., festgesetzt. Zur Senkung der Flugzuschläge kam es am 1. Mai 1925 für Pakete bis 1 kg von 3 auf 2 RMark, und darüber für jedes angefangene ½ kg vom 100 auf 60 RPf. Künftig waren alle Luftpostpakete im Inlandsverkehr (auch Freie Stadt Danzig und Schweiz) bei der Beförderung mit anderen Verkehrsmitteln als der Luftpost wie dringende Pakete zu behandeln. Am 1. Juli 1925 wurde die Einlieferung gewöhnlicher Briefe durch Straßenbahnbriefkasten in Hamburg auf 5 RPf. gesenkt.
Zum 1. Oktober 1926 wurde versuchsweise die Einführung zur Prüfung und Berichtigung von Anschriften (Anschriftenprüfung) eingeführt. Die Gebühr betrug 2 RPf. für jede Adresse unter Aufrundung des Gesamtbetrags auf volle 100 RPf. Außerdem war anfangs die Beförderungsgebühr für die Hin- und Rücksendung als Brief oder Paket bei doppelter Gebühr vorauszuentrichten. Seit dem 1. November 1926 waren bei Wurfsendungen Druckstücke mit angehängter Warenprobe (Höchstgewicht 20 g) zugelassen, als Gebühr waren ⅔ der Gebühr für Mischsendungen vorgesehen.
Als eine neue Gattung von Nebenpostanstalten, wurden ab dem 1. April 1927 Posthilfstellen eingerichtet. Sie dienten der Neuordnung der Landversorgung, also der Versorgung der Postkunden auf dem „platten Lande“.
Seit dem 1. Januar 1927 wurde die Gebühr für Laufschreiben erst erhoben, wenn feststand, dass die Post unverschuldet war. Die Gebühr war von 20 auf 50 RPf. erhöht worden. Zum 1. Februar 1927 waren Wurfsendungen von mehr als 20 bis 50 g zu einer Gebühr von 3 RPf. je Stück zugelassen.
Der 1. August 1927 brachte eine Erhöhung der Fernbriefgebühr von 10 auf 15 RPf., gleichzeitig wurden viele andere Gebühren ebenfalls um 50 bis 60 % erhöht. Es wurde nicht mehr zwischen Voll- und Teildrucksachen unterschieden, gleichzeitig kam die Gewichtsstufe von 1 bis 2 kg für einzeln versandte, ungeteilte Drucksachen in Wegfall. Eingeführt wurden Drucksachenkarten, auch mit abhängender Antwortkarte mit eigener Gebühr zu 3 RPf. Die Postwurfsendungen waren nun Bestandteil der Postordnung. Als Gebühren wurde für Drucksachen bis 50 g 3 RPf. und für Mischsendungen bis 20 g 6⅔ RPf. festgesetzt. Die Unterscheidung zwischen „Briefpäckchen“ und „sonstige Päckchen“ wurde aufgehoben. Für Rohrpostsendungen sind die Gebühr für die Sendung, ein Zuschlag von 10 RPf. für die Rohrpostbeförderung und eine Eilzustellgebühr, angegeben als Gesamtgebühr, zu erheben. Im Paketverkehr gab es statt der 3 künftig 5 Entfernungsstufen. Für dringende Pakete wurde statt der bisher gültigen dreifachen Paketgebühr, neben der einfachen Gebühr für gewöhnliche Pakete, ein Zuschlag von 100 RPf. erhoben. Für sperrige Pakete verbleibt es beim alten Zuschlag von 100 % der gewöhnlichen Paketgebühr. Im Paketverkehr zwischen Ostpreußen und dem übrigen Reichsgebiet wird die Gebühr der jeweils nächstniedrigeren Zone in Ansatz gebracht. Zeitungspakete gegen ermäßigte Gebühren gab es nicht mehr. Bei Wertsendungen wurde die Versicherungsgebühr mit 10 RPf. je 500, statt bisher 100 RM, erhoben. Im Postanweisungsverkehr wurde eine neue Beitragsstufe zu 10 RM eingeführt. Für die Beförderung der gelben Postscheckbriefe war eine Gebühr von 5 RPf. neu vorgesehen. Bei den Nebengebühren fielen weg die Gebühren für die Prüfung der Empfangsberechtigung des Abholers, die Ausfertigung von Duplikaten zu Einlieferungsscheinen, die Beförderung verschlossener Taschen. Diese Dienstleistungen wurden von nun an unentgeltlich ausgeführt.
Am 1. Oktober 1927 wurden die Bestimmungen über Nachgebühren geändert; bisher war der eineinhalbfache Fehlbetrag auf 5 RPf., mindestens 10 RPf. aufzurunden, der Mindestbetrag von 10 RPf. fiel weg. Versuchsweise wurde das Verfahren zur „Prüfung von Anschriften“ (Anschriftenprüfung) unter Herabsetzung der Gebühr umgestaltet. Es konnte, neben der Karten, auch Zettel in Kartengröße benutzt werden, weiter konnten die Anschriften in Form von Listen – je Postanstalt eine Liste – eingereicht werden. Briefe mit diesen Listen konnten durch den Briefkasten aufgeliefert werden, nur Päckchen oder Pakete (ohne Paketkarte, bei der Rücksendung mit Paketkarte, nun mit Nachgebühr). Bei umfangreichen Anfragen war das Paket mit den Listen zur Prüfung von Anschriften am Schalter aufzugeben. Die Gebühren wurden von der Bestimmungspostanstalt festgesetzt und in Form von Nachgebühren eingezogen. Die Gebührenerhebung wurde neu geregelt; ohne Beförderungsgebühr waren für jede Prüfung der Anschrift 2 RPf., aufgerundet auf volle 10 RPf. mindestens 20 RPf. (statt bisher 100 RPf.) zu zahlen. Für Einzelaufträge waren besondere Postkartenformblätter (sie waren selbst herzustellen) zu verwenden und mit 3 RPf. zu frankieren. Drucksachenkarten waren seit dem 1. Juli 1928 nicht mehr „offen versandte Karten“, sondern „ohne Umschlag versandte Karten“. Neu waren am 1. November 1928 die Auskunftsstellen über Postwurfsendungen. Die Antworten kosteten einschließlich der Beförderungsgebühr 50 RPf., die als Nachgebühr erhoben wurden. Wenig später wurde die Gebühr für die Antwort auf je 5 Berufsarten beschränkt.

## Änderungen von 1929 bis 1933

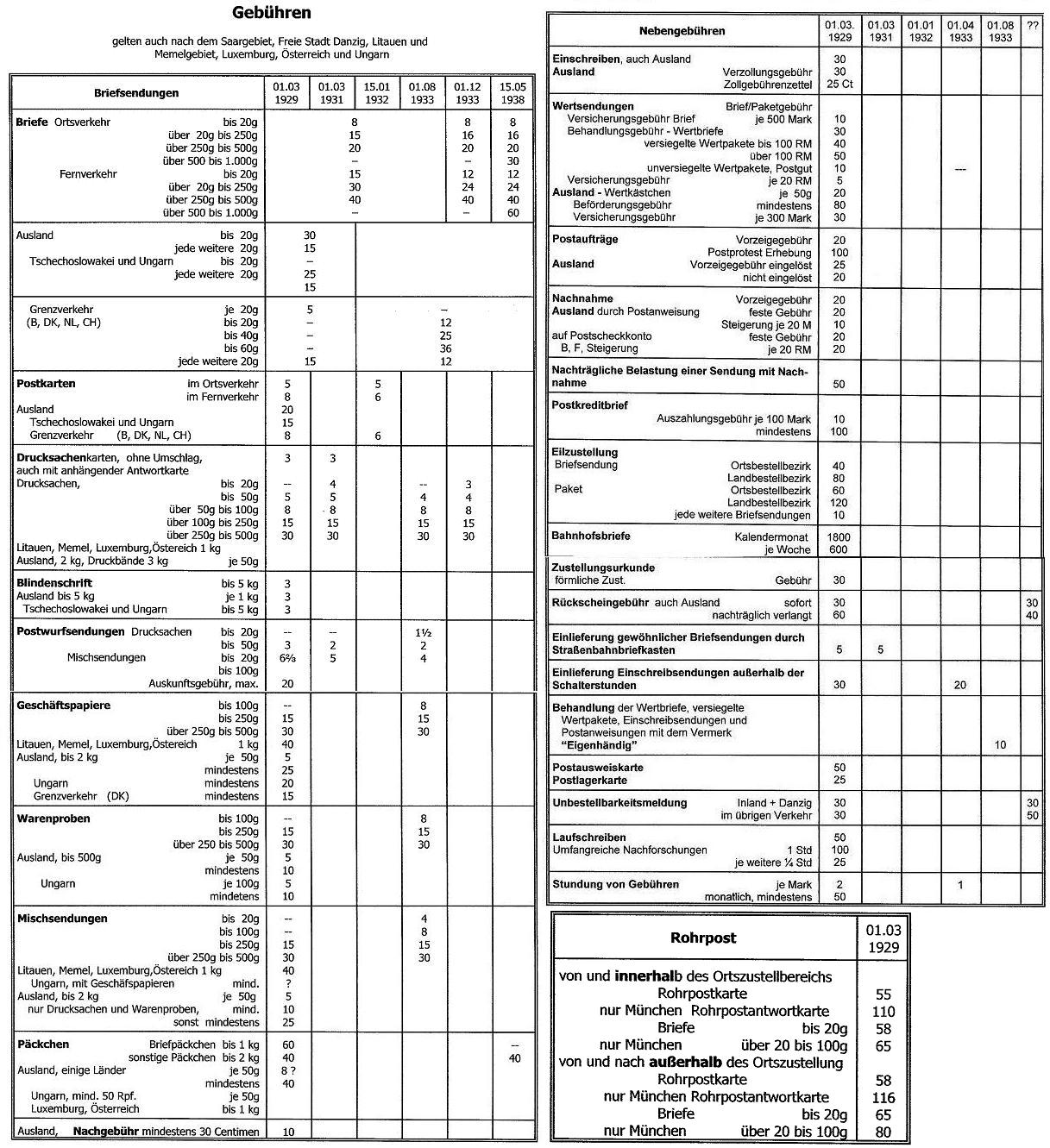
Briefgebühren 1929 bis 1945

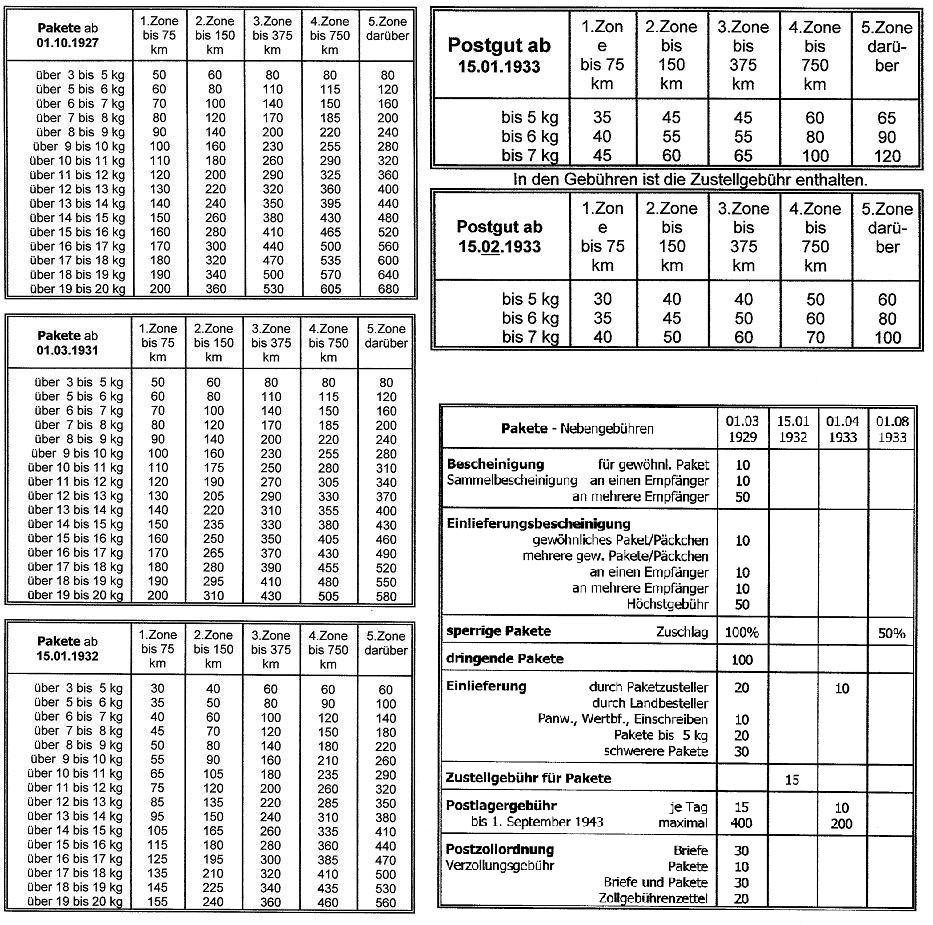
Fortsetzung

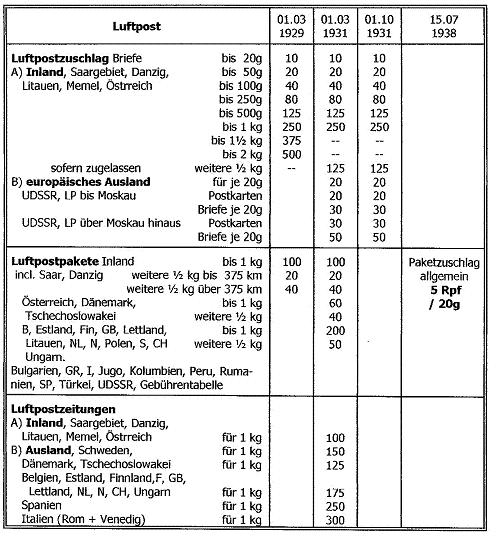
Luftpostgebühren

Durch die Postordnung vom 30. Januar 1929 wurde an dem sachlichen Inhalt der Postordnung vom 22. Dezember 1921 nichts geändert. Sie erfuhr lediglich eine redaktionelle Veränderung, indem an verschiedenen Stellen überholte Bezeichnungen durch zeitgemäße ersetzt und einige Umstellungen vorgenommen wurden.
Am 1. März 1931 kam es zur Herabsetzung einiger Gebühren. Die Gebühren für Drucksachen bis 20 g galten nun auch nach dem Saargebiet, der Freien Stadt Danzig, Litauen, dem Memelgebiet, Luxemburg, Österreich und Ungarn. Postwurfsendungen und Pakete über mehr als 10 kg wurden ebenfalls billiger, um nur die Wichtigsten zu nennen. Das Höchstmaß für Warenproben wurde neu festgelegt. Bei der Aushändigung der versehentlich an den Bestimmungsorten gelangten Briefe, Drucksachen, Geschäftspapiere, Warenproben und Mischsendungen, die das Höchstgewicht für diese Sendungen überschritten, jedoch den Versendebedingungen für sonstige Päckchen entsprachen, wurde vom 1. August 1931 an nicht mehr die Gebühr für Briefpäckchen (60 Pf.), sondern nur noch die Gebühr für sonstige Päckchen (40 Pf.) angerechnet.
Am 15. Januar 1932 sind ermäßigt worden: die Gebühren für Fernbriefe bis 250 g, für Fernpostkarten und für Pakete. Für Pakete wurde wieder eine Zustellgebühr erhoben. Diese wurde mit 15 Pf. für jedes Paket – ohne Rücksicht auf das Gewicht des einzelnen Pakets oder auf die Versendung mehrerer Pakete mit einer Paketkarte – im Falle der Zustellung vom Empfänger eingezogen. Die Paketabholungvergütung fiel weg. Der Freimachungszwang für gewöhnliche Pakete wurde aufgehoben. Die neuen Inlandsgebühren für Briefe und Postkarten galten nun auch im Verkehr mit dem Saargebiet, der Freien Stadt Danzig, Litauen, dem Memelgebiet, Luxemburg und Österreich. Im Grenzverkehr mit Belgien, Dänemark, den Niederlanden und der Schweiz wurden die Gebühren für Briefe und Postkarten geändert. Die Postkarten zu 8 und 8+8 Pf. waren vom 15. Januar 1932 an zu 6 und 12 Pf. zu verkaufen. Die neuen Karten waren erst dann zu verkaufen, wenn die alten aufgebraucht waren.
Seit Beginn des Jahres 1932 wurde der Postpaketverkehr mit dem Ausland durch wirtschaftliche Maßnahmen europäischer und außereuropäischer Länder zum Schutz gegen unerwünschte Einfuhr in steigendem Maße gehemmt. Unter der Bezeichnung Postzeitungsgut ist versuchsweise eine neue Versendungsart für Zeitungen gegen ermäßigte Gebühr zugelassen worden. Das Postgut folgte, zunächst versuchsweise, am 15. Januar 1933. Für die Einlieferung und Beförderung von Postgut galten folgende Bedingungen: Anfangs waren sie nur zwischen Berlin, Breslau, Chemnitz, Dortmund, Dresden, Düsseldorf, Erfurt, Frankfurt (Main), Hamburg, Hannover, Karlsruhe (Baden), Kiel, Köln, Königsberg (Pr.), Leipzig, Ludwigshafen, Mannheim, München, Münster (Westf.), Nürnberg, Regensburg, Rostock, Schwerin (Mecklb.), Stettin und Stuttgart, zugelassen. Für diese Orte war die Anzahl der Postgutsendungen nicht vorgeschrieben. Bei Postgutsendungen an andere Postanstalten mussten gleichzeitig mindestens 5 Sendungen eingeliefert werden. Das Höchstgewicht wurde auf 7 kg festgesetzt. Die Einlieferung als unversiegelte Wertsendung oder als Nachnahmesendung war zulässig, dagegen nicht als versiegelte Wertsendung sowie Verlangen eines Rückscheines. Es bestand kein Freimachungszwang, es wurde kein Zuschlag für nichtfreigemachte Postgutsendungen bis 5 kg erhoben. Eine Eilzustellung war nicht zugelassen.
Nachdem am 2. Juni 1932 der damalige Reichspostminister Karl Stingl (1922–1923) zurückgetreten war, wurde am nächsten Tage Paul von Eltz-Rübenach von der Eisenbahndirektion in Karlsruhe (Baden) zum neuen Reichspostminister und Reichsverkehrsminister ernannt.

## Zeit des Nationalsozialismus
Am 15. Februar 1933 wurden die Gebühren für Postgut gesenkt. Infolge der „Machtergreifung“ kam es am 28. Februar 1933 zur Aufhebung des Post-, Telegraphen- und Fernsprechgeheimnisses. Durch das „Gesetz über die Postabfindung“ vom 15. Juli 1933 erhielten die Länder Bayern und Württemberg eine Postabfindung; nach den Vorschriften dieses Gesetzes als Vergütung für die Übertragung der landesherrlichen Posten und Telegraphen.
Mit dem 1. August 1933 wurde bei Drucksachen die Anfangsstufe von 20 auf 50 g erweitert. Für Warenproben, Geschäftspapiere und Mischsendungen ist eine Anfangsstufe von 100 g für 8 Pf. eingeführt worden. Der Zuschlag für sperrige Pakete wurde von 100 auf 50 % ermäßigt. Postwurfsendungen für Drucksachen bis 20 g wurden auf 1½ Pf., für Mischsendungen auf 4 Pf. gesenkt. Unverschlossene Postwurfsendungen, mit Sammelanschrift versehene Mischsendungen (Drucksachen und Warenproben) über 20 bis 100 g sollten versuchsweise bis zum 1. März 1934 gegen die Gebühr für Mischsendungen bis 100 g (8 Pf.) als Postwurfsendungen zugelassen werden.
Seit dem 1. Oktober 1933 wurde für sperrige Pakete ein Zuschlag von 50 %, vorher 100 %, der Paketgebühr erhoben. Der Betrag ist nötigenfalls auf eine durch 5 teilbare Pfennigsumme nach unten zu runden. Am 1. Dezember sind folgende Veränderungen eingetreten. a) Die Briefgebühr für Sendungen über 20 bis 250 g war im Ortsverkehr von 15 auf 16 Pf. heraufgesetzt; im Fernverkehr von 25 auf 24 Pf. ermäßigt worden; b) Die Gebühr für Drucksachen bis 20 g war allgemein von 4 auf 3 Pf. und c) die Gebühr für Drucksachen-Postwurfsendungen ist von 1½ auf 1 Pf. ermäßigt worden; d) den Drucksachen durften unter bestimmten Bedingungen kleine Muster in geringer Stärke beigefügt werden. Für Briefpäckchen ist Einschreiben, Nachnahmebelastung und das Verlangen eines Rückscheines zugelassen. Ab April 1934 erhielten die Bildpostkarten für Sammlerzwecke einen Aufdruck, aus dem das Herstellungsjahr, die Nummer der Auflage, des Druckzylinders und des Bildes zu ersehen war (z. B.: 34-49-1-B4.). Zum 1. Juli 1934 wurden die Bestimmungen für Höchst- und Mindestmaße für Briefsendungen, über Drucksachen, Postwurfsendungen, Geschäftspapiere, Päckchen und den Zeitungsvertrieb in einigen Punkten geändert.
1934 wurde die Bezeichnung „Oberpostdirektion“ in „Reichspostdirektion“ umgewandelt. Auf Grund des „Gesetzes zur Vereinfachung und Verbilligung der Verwaltung“ (27. Februar 1934) wurden die Direktionen in Darmstadt, Halle (Saale), Konstanz, Liegnitz und Minden (Westfalen) zum 1. April aufgelöst.
Die Richtlinien für die Bemessung von Leistungen bei der Deutschen Reichspost (DRP) (Bemessungsrichtlinien) erschienen am 1. Oktober 1937. Die Bemessung richtete sich nach dem Geschäftsaufkommen. Die sich daraus ergebenen Richtlinien für die Bewertung der Dienstposten im Bereich der DRP (Bewertungsrichtlinien) traten am 14. April 1938 in Kraft. Daraus ergab sich eine neue Einteilung der Ämter und Amtsstellen. Ämter waren in die Buchstabengruppen A bis I eingeteilt, Amtsstellen und Zweigpostämter in K, L und M, ferner die Poststellen in Römisch I und II, je nachdem, ob es sich um Postagenturen mit Vollbetrieb oder um solche mit einfachem Betrieb (Poststellen) handelte. Schließlich gab es die Posthilfsstellen. Daneben bestanden noch „Amtsstellen II, Stadt“ zur Verbesserung der Auflieferungsmöglichkeiten in den Außenbezirken der Großstädte.
Die Rückgliederung des Post- und Fernmeldewesens des Saargebietes in die Deutsche Reichspost erfolgte am 1. März 1935.

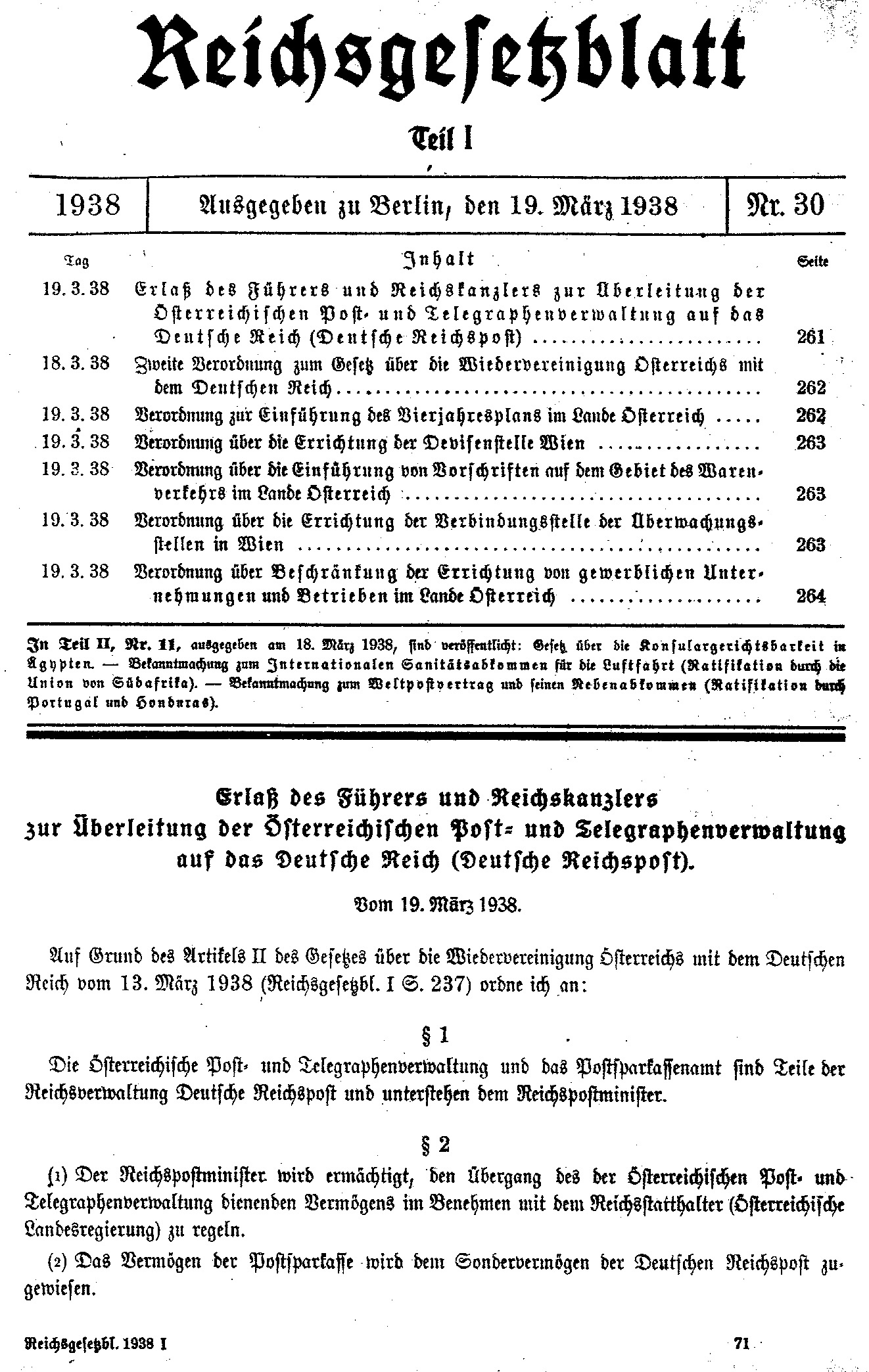
1938 „Heim ins Reich“

Seit dem 19. März 1938 unterstand die Österreichische Post- und Telegraphenverwaltung und das Postsparkassenamt der Reichsverwaltung Deutsche Reichspost und damit dem Reichspostminister. Die Einführung neuer Postgebühren für Briefe und Postkarten im Lande Österreich erfolgte am 4. April 1938. Am 1. August 1938 erfolgte die endgültige Einführung neuer Postgebühren und die Angleichung des Postdienstes im Lande Österreich (RGBl. Nr. 110).
Seit dem 15. Mai 1938 gab es keine Briefpäckchen bis 1 kg mehr. Rohrpost- und Luftpostsendungen wurden am 15. Juli 1938 in die Postordnung aufgenommen. Um die Verwendung von Werbesendungen zu erleichtern und zu verbilligen, wurde vom 1. April 1938 an, zunächst versuchsweise, eine Sendungsart eingeführt, die die Bezeichnung „Werbeantwort“ erhielt. Zugelassen waren gewöhnliche Briefe und Drucksachen bis 20 g sowie Postkarten. Sie mussten als Aufdruck den Vermerk „Werbeantwort“, die Adresse des Empfängers sowie die Aufforderung „Nicht freimachen, Gebühr zahlt Empfänger“ tragen.
Im nach dem Münchner Abkommen geschaffenen Reichsgau Sudetenland wurde die Verwaltung des Post- und Telegraphenwesens am 29. Oktober 1938 in die Reichspostverwaltung eingegliedert. Nach Beginn des Überfalls auf Polen erfolgte am 20. Oktober 1939 die Überleitung der Post- und Telegraphenverwaltung der bisherigen Freien Stadt Danzig auf das Deutsche Reich und damit die Eingliederung in die Reichspostverwaltung. Es galten die Bedingungen und Gebühren des Inlandsdienstes. Im Paketdienst galt, wie bei Ostpreußen, die nächstniedrige Gebührenstufe. Am 1. Januar 1940 erfolgte die Einführung des Post- und Fernmelderechts in den eingegliederten Ostgebieten mit Ausnahme der Freien Stadt Danzig. Es galten u. a. die Postordnung und die Postscheckordnung. Zu den Details wurde bekanntgegeben: „Der Zeitpunkt, zu dem die einzelnen Dienstzweige oder Dienste der Deutschen Reichspost in den eingegliederten Gebietsteilen eingeführt werden, wird von dem Reichspostminister bestimmt und im Amtsblatt veröffentlicht“.
Der Nachrichtenverkehr wurde am 9. April 1940 in der „Verordnung über den Nachrichtenverkehr“ neu geregelt. Auszug der wichtigen Bestimmungen: „§ 1 Als Nachrichtenverkehr im Sinne dieser Verordnung ist u. a. anzusehen: Briefe, Drucksachen, Warenproben, Geschäftspapiere, Mischsendungen, Zeitungen, Maternbriefe, Postanweisungen, Briefe vom und zum Postscheckamt, Päckchen und Paketsendungen; der Brieftaubenverkehr. § 2 Der unmittelbare und mittelbare Nachrichtenverkehr mit dem feindlichen Ausland ist verboten. § 5 Der Nachrichtenverkehr mit dem nichtfeindlichen Ausland ist grundsätzlich zulässig. Es dürfen jedoch keine Nachrichten über die militärische, wirtschaftliche oder politische Lage übermittelt werden und keine Ansichtspostkarten, Blindenschrift, Sachaufgaben, Kreuzwort- und andere Rätsel sowie gefütterte Umschläge verschickt werden. Inlandsnachrichtenverkehr § 9 Der Inlandsnachrichtenverkehr kann aus Gründen der Kriegsführung durch das Oberkommando der Wehrmacht Beschränkungen oder Auflagen unterworfen werden. § 11 Der Nachrichtenverkehr des Deutschen Roten Kreuzes sowie der Kriegsgefangenen und Internierten ist durch besondere Bestimmung geregelt.“
Das Amtsblatt 33 vom 1. April 1940 befasst sich mit der Vergünstigung bzw. dem vollständigen Wegfall von Gebühren im Feldpostverkehr. „Die Feldpost, dazu bestimmt, die Postverbindung zwischen der Kriegswehrmacht und der Heimat sowie innerhalb der Kriegswehrmacht aufrechtzuerhalten.“ Zugelassen waren gewöhnliche Postkarten und Briefsendungen (bis 250 g), Päckchen (bis 1 kg), Post- und Zahlungsanweisungen ins Feld bis 1.000 RM, Postanweisungen und Zahlkarten vom Felde bis 1.000 RM, einige Zeitungen, Feldpostzeitungspakete und Telegramme. Gewichtsüberschreitungen wurden bei Briefen bis 25 g und bei Päckchen bis 100 g toleriert. Militärische Dienststellen konnten zusätzlich noch Sendungen unter Einschreiben oder als Wertbrief versenden, ebenso Pakete. Völlig ausgeschlossen waren Postaufträge, Postnachnahmen, Postwurfsendungen, Briefe mit Zustellungsurkunde, Rückscheinsendungen und telegraphische Zahlungsanweisungen. Diese Bestimmungen traten am 1. April 1940 in Kraft.
Die Kriegseinwirkungen verlangten den Ausschluss von sperrigen und umfangreichen Paketsendungen. Vom 15. August 1942 an wurden bis auf Weiteres die folgenden Sendungen für den Inlandsdienst ausgeschlossen: Sperrige Paketsendungen mit Ausnahme von Sendungen mit lebenden Tieren, Bruteiern, Röntgenröhren und anderen Heilgeräten sowie der Pakete von Behörden oder im Auftrag von Behörden. Als sperrig galten Paketsendungen, die in irgendeiner Ausdehnung 1,30 m überschritten oder die in einer Ausdehnung 1 m und in einer anderen 0,50 m überschritten. Für die Feldpost fand diese Verfügung keine Anwendung. 1943 wird die Sperre abgeändert. Ausgeschlossen waren nun auch die Pakete von Behörden. Pakete durften nun als Höchstmaß in irgendeiner Ausdehnung 2,50 m nicht überschreiten. Alle anderen Einschränkungen blieben erhalten.
Zum Schutze der Arbeitskraft der bei der Post in großer Zahl beschäftigten Frauen wurde das Höchstgewicht für Pakete vom 1. Oktober 1942 an auf 15 kg herabgesetzt. Am 15. Dezember 1942 wurde der Werbeantwortdienst von sofort an für die Kriegsdauer eingestellt. Für laufende Aktionen wurde eine Übergangszeit bis zum 28. Februar 1943 eingeräumt. Vom 12. Mai 1943 an wurde die förmliche Zustellung von gewöhnlichen Briefen auf Grund einer Verordnung des Reichsministers der Justiz über Kriegsmaßnahmen bis auf Weiteres aufgehoben. Am 15. Oktober 1943 trat die Verordnung zur Änderung der Postordnung in Kraft. Es waren nur noch Briefsendungen bis 500 g unter Einschreiben anzunehmen, Päckchen, Bahnhofsbriefe und -zeitungen waren völlig von der Einschreibung ausgenommen. Die gleiche Vorschrift galt auch für die Feldpost und im gebührenpflichtigen Postverkehr „Durch Deutsche Feldpost“. Vom 10. Dezember 1943 an wurde der Einschreibdienst für Briefe an Behörden sowie von und an Dienststellen der NSDAP wieder bis 1000 g zugelassen.

1943 Eilnachrichtendienst nach Luftangriffen

1944 Deutsche Reichspost und totaler Kriegseinsatz

„Um der Bevölkerung nach schweren feindlichen Luftangriffen einerseits Gelegenheit zu geben, ihren Angehörigen auswärts auf einfache und schnelle Weise ein Lebenszeichen zu übermitteln, und um andererseits von auswärts Eilnachfragen nach der Anschrift von Angehörigen usw. in den Luftnotgebieten zu ermöglichen, wird ein Eilnachrichtendienst eingerichtet“. Zugelassen waren Eilnachrichtenkarten und Eilauftragskarten zur Prüfung einer Anschrift nach besonderem Muster. Voraussetzung war das Nennen der betroffenen Orte im Wehrmachtbericht und sie waren innerhalb von vier Tagen bzw. bei den Nachfragen vom 4. bis 10. Tag gültig. Die Karten durften nicht in Briefkästen eingeliefert werden. Der Eilnachrichtendienst war in beiden Richtungen gebührenfrei.
Eine große Einschränkung im normalen Postverkehr musste im Amtsblatt 77 vom 14. August 1944 verkündet werden. Nicht mehr zum Versand zugelassen waren Päckchen, Postgüter und dringende Pakete, Pakete einschließlich der versiegelten und unversiegelten Wertpakete, sofern sie nicht unbedingt kriegswichtig waren, Drucksachen, Warenproben, Geschäftspapiere und Mischsendungen. Aufgehoben wurde jede Eilzustellung, die Briefzustellung fand nur noch einmal am Tage und nicht mehr am Sonntag statt, die Briefkastenleerung wurde weitgehend eingeschränkt. Die Zustellgebühr für Pakete fiel weg, und die Paketgebühr unterschied nur noch zwei Zonen, in der Nahzone bis 75 km wurden die Paketgebühren der bisherigen Zone 1 erhoben, für die Fernzone, über 75 km, die Gebühren der bisherigen Zone 3. Nicht berührt war die Feldpost und der Dienstpostverkehr. Offene Briefsendungen als Briefe freigemacht waren nicht zu beanstanden.
Im Januar 1945 kam es zu größeren Einschränkungen durch den Ausfall der meisten Eisenbahnfernzüge. Es wurde nun im Briefdienst nach Orts- und Nachbarortspostdienst einerseits und Fernpostdienst andererseits unterschieden. Der Ortsverkehr umfasste den Orts- und Landzustellbezirk, der Nachbarortsverkehr die Verbindungen mit verkehrsmäßig günstigen Orten. Welche als Nachbarort galten, stellte der Postamtsvorsteher fest. Die Leitung der Post über die Bahnpost war nur erlaubt, wenn genügend Platz in den Bahnpostwagen zur Verfügung stand. Für den Orts- und Nachbarortsverkehr waren nur noch Postkarten und Briefe bis 1000 g und eingeschriebene Briefe nach der Einschränkung von 1944 zugelassen. Danach war das Höchstgewicht auf 100 g begrenzt, und jedes Postamt hatte ein eigenes Kontingent. Eingeschriebene Briefe bis 500 g mussten offen am Schalter eingeliefert werden, damit der Beamte die dringende Notwendigkeit feststellen konnte, um die Beförderung doch noch zulassen zu können. Der Fernpostdienst ließ nur gewöhnliche Postkarten und Briefe bis 20 g für private Versender zu. Behörden konnten Briefe bis 500 g in dringenden kriegs- und lebensnotwendigen Fällen mit Genehmigung der zuständigen Reichspostdirektion (RPD) versenden und erhalten. Von einem geregelten Postbetrieb konnte nicht mehr geredet werden.

### Philatelie
Bis 1933 spielte die Philatelie bei der Reichspost keine große Rolle. Es wurden relativ wenige Briefmarken verausgabt, deren Gestaltung war noch dazu veraltet. Ab 1933 änderte sich die Ausgabenpolitik: Die Zahl der Ausgaben wurde gesteigert, gefällige Motive und eine ansprechende (wenn auch konservative) Gestaltung der Briefmarken war die Regel. Typisch für eine Diktatur war eine große Anzahl politischer Anlässe der Ausgaben; über unüblich hohe Zuschläge auf die Briefmarken, die den Frankaturwert um ein Vielfaches übertrafen, mussten die Sammler für politische Organisationen zahlen.
Die Briefmarkendauerserie Reichskanzler Adolf Hitler wurde ab dem 1. August 1941 zunächst mit Pfennigwerten herausgegeben und 1944  mit der Inschrift „GROSSDEUTSCHES REICH“ ausgeführten 42-Pf.-Wert ergänzt. 
Von der Reichspost wurden wohl erstmals 1943 Sammlerausweise für den Bezug von Sondermarken, Postkarten und Dienstmarken ausgegeben. Die Postkunden mussten nun unter Vorlage des gebührenpflichtigen postamtlichen Formulars (1 RM) die Ausgaben innerhalb von vierzehn Tagen nach dem Erstausgabetag abholen. Ihre Verwendung ist bislang bis zur letzten regulären Ausgabe Volkssturm im Februar 1945 nachgewiesen.

## Reichspostminister
- von 1919 bis 1922 Johannes Giesberts
- von 1922 bis 1923 Karl Stingl
- von 1923 bis 1925 Anton Höfle
- von 1925 bis 1927 Karl Stingl
- von 1927 bis 1932 Georg Schätzel
- von 1932 bis 1937 Paul von Eltz-Rübenach
- von 1937 bis 1945 Wilhelm Ohnesorge
- von 1945 bis 1945 Julius Dorpmüller

## Selbsthilfeeinrichtungen der Beschäftigten
In den 1920er Jahren wurden die ersten Selbsthilfeeinrichtungen der Beschäftigten der Deutschen Reichspost so u. a. die Postsportvereine gegründet.